# Sultan Kudarat, Maguindanao del Norte
Sultan Kudarat là một đô thị hạng 1 ở tỉnh Maguindanao, Philippines. Theo điều tra dân số năm 2000 của Philipin, đô thị này có dân số 94.861 người trong 16,996 hộ.

## Các đơn vị hành chính
Sultan Kudarat được chia ra 39 barangay.
| - Alamada - Banatin - Banubo - Bulalo - Bulibod - Calsada - Crossing Simuay - Dalumangcob - Darapanan - Gang - Inawan - Kabuntalan - Kakar | - Kapimpilan - Katidtuan - Katuli - Ladia - Limbo - Maidapa - Makaguiling - Katamlangan (Matampay) - Matengen - Mulaug - Nalinan - Nekitan - Olas | - Panatan - Pigcalagan - Pigkelegan (Ibotegen) - Pinaring - Pingping - Raguisi - Rebuken - Salimbao - Sambolawan - Senditan - Ungap - Damaniog - Nara |